# 배터스 아이

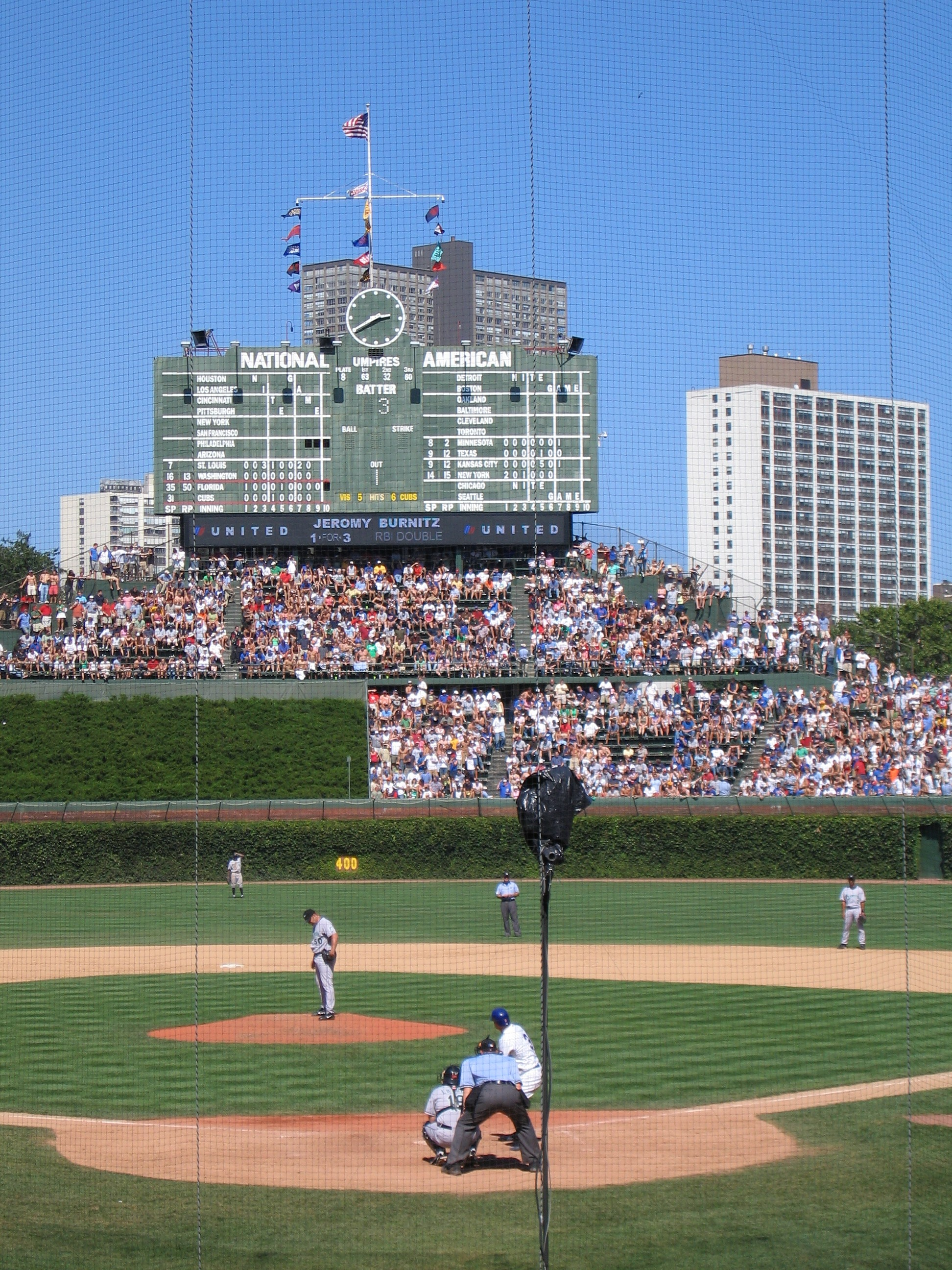
2005-2006년 리모델링 전의 리글리 필드. 주니퍼가 심어진 배터스 아이 부분이 보인다.

배터스 아이(batter's eye) 또는 배터스 아이 스크린(batter's eye screen)은 야구 경기장의 중견수 벽 너머에 있는 단색의, 일반적으로 어두운 영역으로, 투수를 마주보고 투구를 기다리는 타자의 시야에 직접적으로 위치한 시각적 배경이다. 이 어두운 표면은 타자가 던져진 공을 선명하게 대비되고 깨끗한 배경에서 볼 수 있도록 해준다. 그 목적은 타자의 안전과 타격 성공이다. 타자 배경의 사용은 적어도 19세기 후반부터 야구에서 표준이 되었다. 배터스 아이는 크리켓의 사이트 스크린과 같은 역할을 한다.

## 디자인 및 좌석 배치

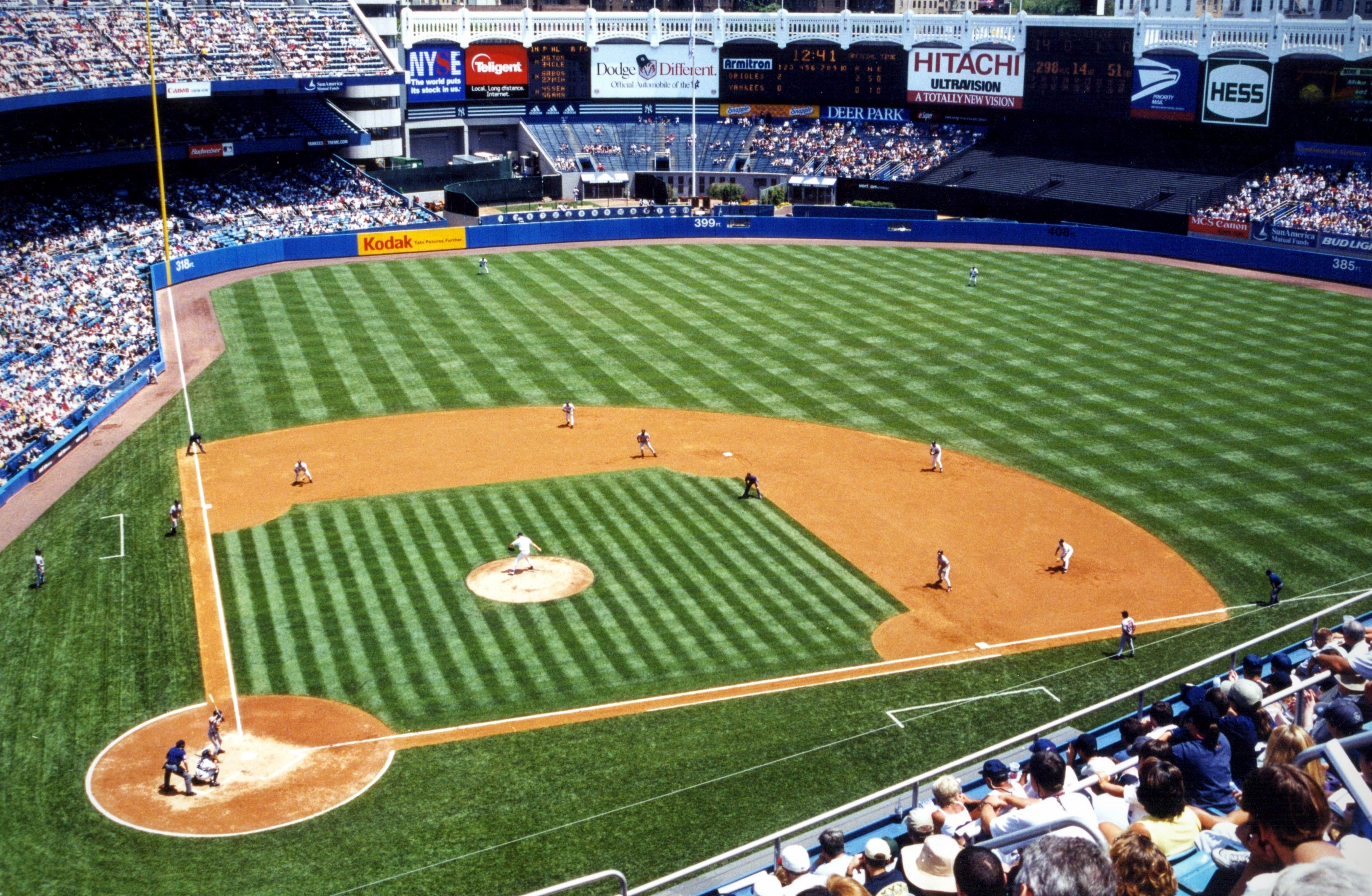
중견수 펜스 위 오른쪽 상단에 배터스 아이가 보이는 옛 양키 스타디움

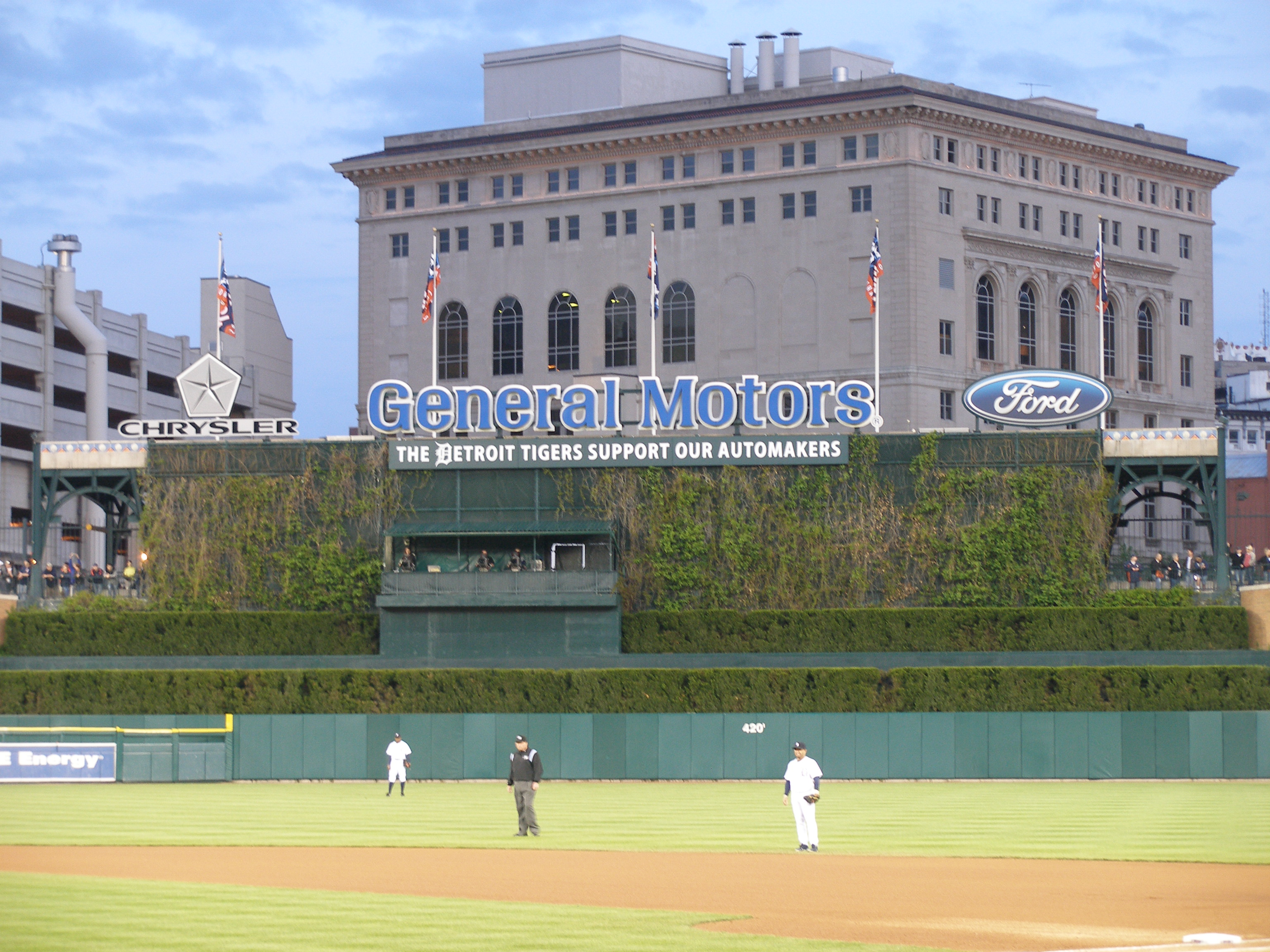
코메리카 파크의 배터스 아이는 관목으로 덮여 있고 그 위에 분수가 있다.

배터스 아이 영역은 일반적으로 검은색, 짙은 녹색 또는 흰색 공의 비행을 타자가 추적할 수 있을 만큼 충분히 어두운 다른 색상으로 칠해지거나 장식된다. 중견수 뒤에 좌석이 있는 경우, "블랙 관중석" 구역이 그 바로 앞에 있기 때문에 어두운 색상으로 칠해지며 야구 경기 중에는 사용되지 않는다. 만약 팬들이 이 구역에 앉는 것이 허용된다면, 상당수의 팬들이 흰색 셔츠를 입고 있을 경우 타자가 공을 추적하기 더 어려워져 투수에게 유리할 뿐만 아니라 타자의 위험 노출도 증가하게 될 것이다.
타자 배경의 한 예는 원래 양키 스타디움 중견수 관중석 구역의 검은색 부분으로, 블랙 시트(Black Seats)라고 불렸다. 한때 검은색 영역이 있는 곳에 좌석이 있었지만, 방해 요인 때문에 좌석이 제거되고 영역이 검은색으로 칠해졌다. (경기장 1970년대 중반 리모델링 전에는 종종 이 구역 앞에 배터스 아이 스크린이 설치되었다.)
보스턴의 펜웨이 파크에서는 중견수 관중석의 일부에 방수포를 깔아 배터스 아이를 만든다. 주간 경기 중에는 방수포를 깔기 위해 좌석을 판매하지 않지만, 야간 경기 중에는 배경과 상관없이 타자가 공을 더 잘 볼 수 있을 가능성이 높으므로 좌석이 판매된다. 이는 야간 경기 중 종종 특이한 좌석 배치를 만들어냈는데, 주간-야간 더블헤더의 일부로 구성되는 경우 좌석을 구매한 사람들을 위해 구역이 덮이지 않은 채로 남아있기 때문이다. 레드삭스는 이 문제를 해결하기 위해 이 팬들에게 경기 중에 입을 같은 색상의 티셔츠를 나눠주었다. 리글리 필드에서는 중견수 관중석이 한때 폐쇄되어 방수포로 덮여 있었고, 나중에는 주니퍼 식물로 덮였다. 현재는 컵스가 "버드 라이트 배터스 아이"라고 부르는 그늘진 고급 스위트룸이 그곳에 있다.
일부 경기장에는 이 지역에 회전식 광고판이 있다. 이 경우, 이닝 사이에 광고가 표시되고, 경기가 진행되는 동안에는 어두운 표면이 회전하여 나온다. 이 방법은 뉴욕의 셰이 스타디움(셰이의 후속 경기장인 시티 필드에서도 계속 사용됨)에서 사용되었고, 샌프란시스코의 오라클 파크, 샌디에이고의 펫코 파크에서도 사용되었다. 세인트피터즈버그의 트로피카나 필드에는 배터스 아이 레스토랑이라는 식당이 있었다. 현재의 양키 스타디움에는 배터스 아이 역할을 하는 어두운 색조 유리가 있는 레스토랑이 있다.

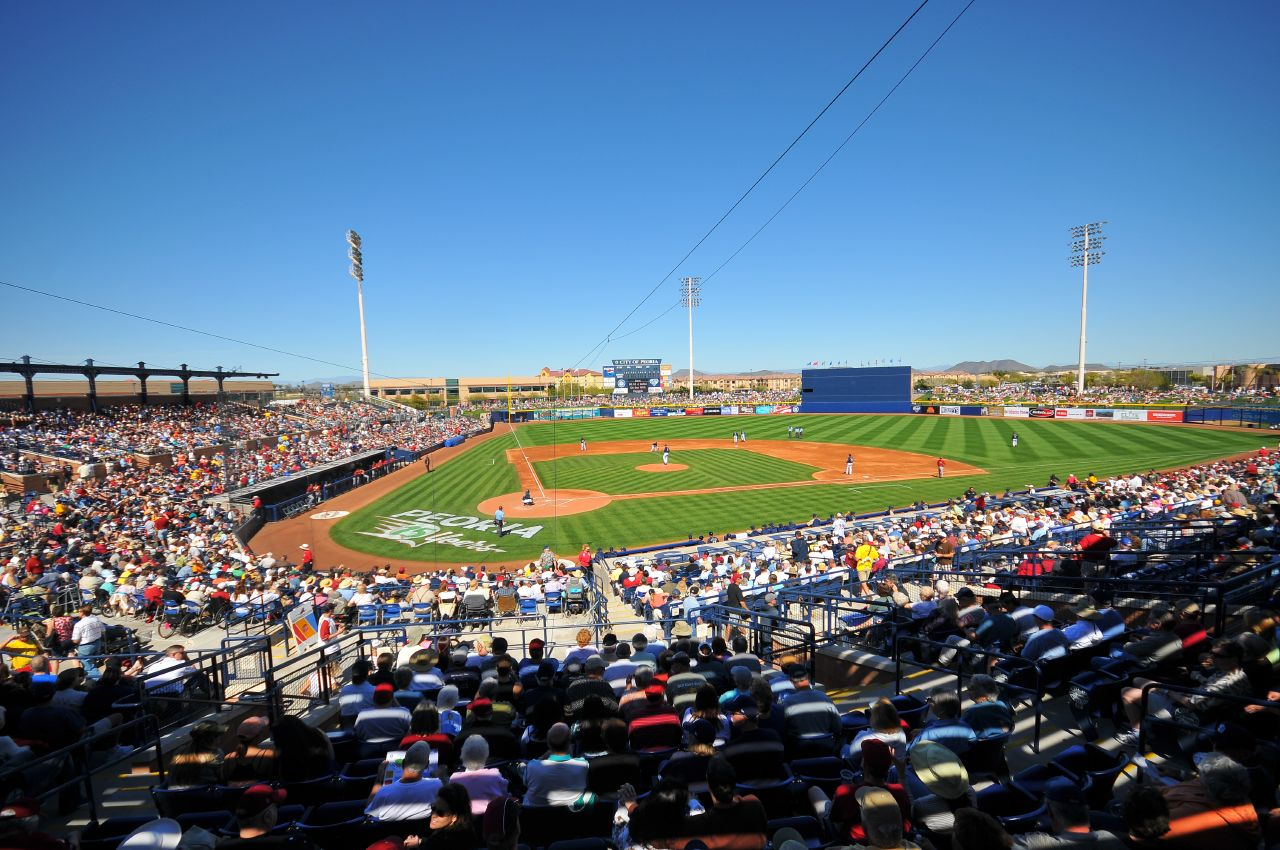
애리조나에 있는 스프링 트레이닝 및 마이너 리그 야구장인 피오리아 스포츠 컴플렉스는 중견수에 파란색 배터스 아이가 있다.

마이너 리그 베이스볼 경기장은 일반적으로 메이저 리그 경기장보다 훨씬 작으며, 대부분의 경우 타자를 방해하거나 투구된 공에 대한 시야를 방해할 수 있는 좌석이나 다른 구역이 외야에 없다. 뉴욕 올리언의 브래드너 스타디움은 타자들이 일몰을 직접 마주보도록 구성되어 있어서 올리언 오일러스 경기가 일시적으로 "선 브레이크"를 위해 중단되었다가 일몰 후에 재개되어야 했다는 악명 높은 곳이었다. 프로 오일러스 팀은 1970년대에 올리언을 떠났고, 2010년대에 야구가 돌아왔을 때 경기장은 이러한 문제를 피하기 위해 재배치되었다. 다른 마이너 또는 독립 리그 경기장들은 타자의 시야에 방해가 없도록 중앙에 높고 어두운 독립형 배터스 아이 스크린을 세웠다. 예를 들어, 스테이튼 아일랜드 페리호크스의 홈구장인 SIUH 커뮤니티 파크 중앙 외야 너머에 우뚝 솟은 배터스 아이 스크린 너머에는 어퍼뉴욕만이 있다. 배터스 아이 스크린은 주간 경기에서는 희미한 바다 공기의 눈부심을, 야간 경기에서는 로어 맨해튼의 불빛이 타자에게 방해가 되는 것을 막는다. 경기 중간이나 경기 사이에 스크린을 접어 관중들이 멀리 뉴욕의 스카이라인을 볼 수 있도록 할 수 있다.